# Uroteuthis machelae
Uroteuthis machelae is een inktvissensoort uit de familie van de Loliginidae. De wetenschappelijke naam van de soort is voor het eerst geldig gepubliceerd in 2005 door Roeleveld & Augustyn.